# (22512) Cannat
(22512) Cannat est un astéroïde de la ceinture principale.

## Description
(22512) Cannat est un astéroïde de la ceinture principale. Il fut découvert le 28 janvier 1998 à Caussols par le programme ODAS. Il présente une orbite caractérisée par un demi-grand axe de 2,53 UA, une excentricité de 0,19 et une inclinaison de 15,7° par rapport à l'écliptique.

## Compléments